# St. Philippus und Jacobus (Burgliebenau)

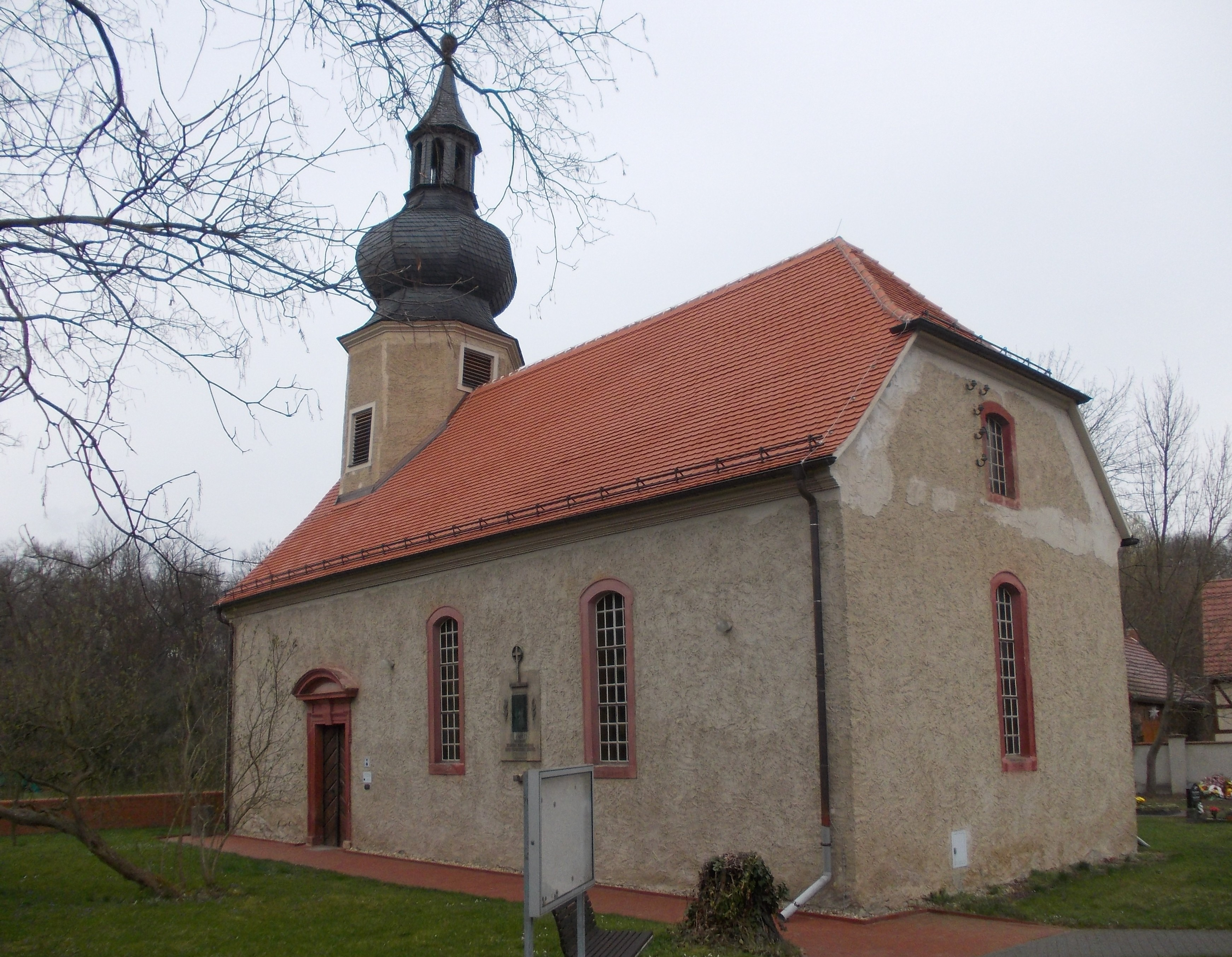
Ansicht von Südosten, 2014

St. Philippus und Jacobus ist eine denkmalgeschützte evangelische Kirche im Ort Burgliebenau der Gemeinde Schkopau in Sachsen-Anhalt. Im örtlichen Denkmalverzeichnis ist sie unter der Erfassungsnummer 094 20688 als Baudenkmal verzeichnet. Sie gehört zum Pfarrbereich Dieskau im Kirchengemeindeverband Elsteraue-Kabelsketal, Kirchenkreis Halle-Saalkreis der Evangelischen Kirche in Mitteldeutschland.

## Architektur und Ausstattung
Das Philippus und Jacobus geweihte Sakralgebäude, eine schlichte Barockkirche mit Satteldach, befindet sich an der Alten Dorfstraße 60 in Burgliebenau. Erbaut wurde die Kirche im Jahr 1731 im Auftrag von Herzog Moritz Heinrich und dem Superintendenten Henricius.
Ein Rechtecksaal mit geradem Chorabschluss wird von einer Holztonne überwölbt. Über dem Westteil befindet sich der achteckige Dachturm mit einer Welschen Haube.
Die Burgliebenauer Kirche ist eine der wenigen Kirchen in der Region, in der die barocke Ausstattung und Ausmalung aus den Jahren 1732/1733 in bemerkenswerter Qualität einheitlich erhalten geblieben ist. Die Brüstungen der im Westen zweigeschossigen Hufeisenempore sind mit Gemälden zu biblischen Szenen geschmückt. Im Chor wurden Beichtstuhl und Pfarrstuhl eingebaut, dessen verglaste Vorderwände ebenfalls mit Gemälden versehen sind.
Zu erwähnen ist des Weiteren ein qualitätvoller hölzerner Kanzelaltar von Johann Heinrich Agner d. Ä. (1684–1744) und  die ebenfalls von Agner stammende reich geschnitzte Taufe mit Lesepultaufsatz. Die illusionistischen Gewölbemalereien des sächsischen Hofmalers Albrecht stellen in der Mitte das Pfingstwunder dar, umgeben von den vier Evangelisten.
Die 1880 nachträglich eingebaute Orgel stammt aus der Merseburger Werkstatt von Carl Joseph Chwatal.
Restaurierungen der Kirche erfolgten in den Jahren 1859, 1904 und 1990–1992; eine Sanierung des Kirchenschiffdaches mit Dachneueindeckung im Jahr 2012. Der Maler, Restaurator und Keramiker Hans Rothe restaurierte ab 1985 in Eigenleistung das barocke Deckengemälde und den Kanzelaltar. Der Dachreiter bzw. Westturm trägt in einem zweigefachigen Glockenstuhl eine Glocke aus dem Jahr 1876, die im Nominal e″ erklingt.

## Kirchhof

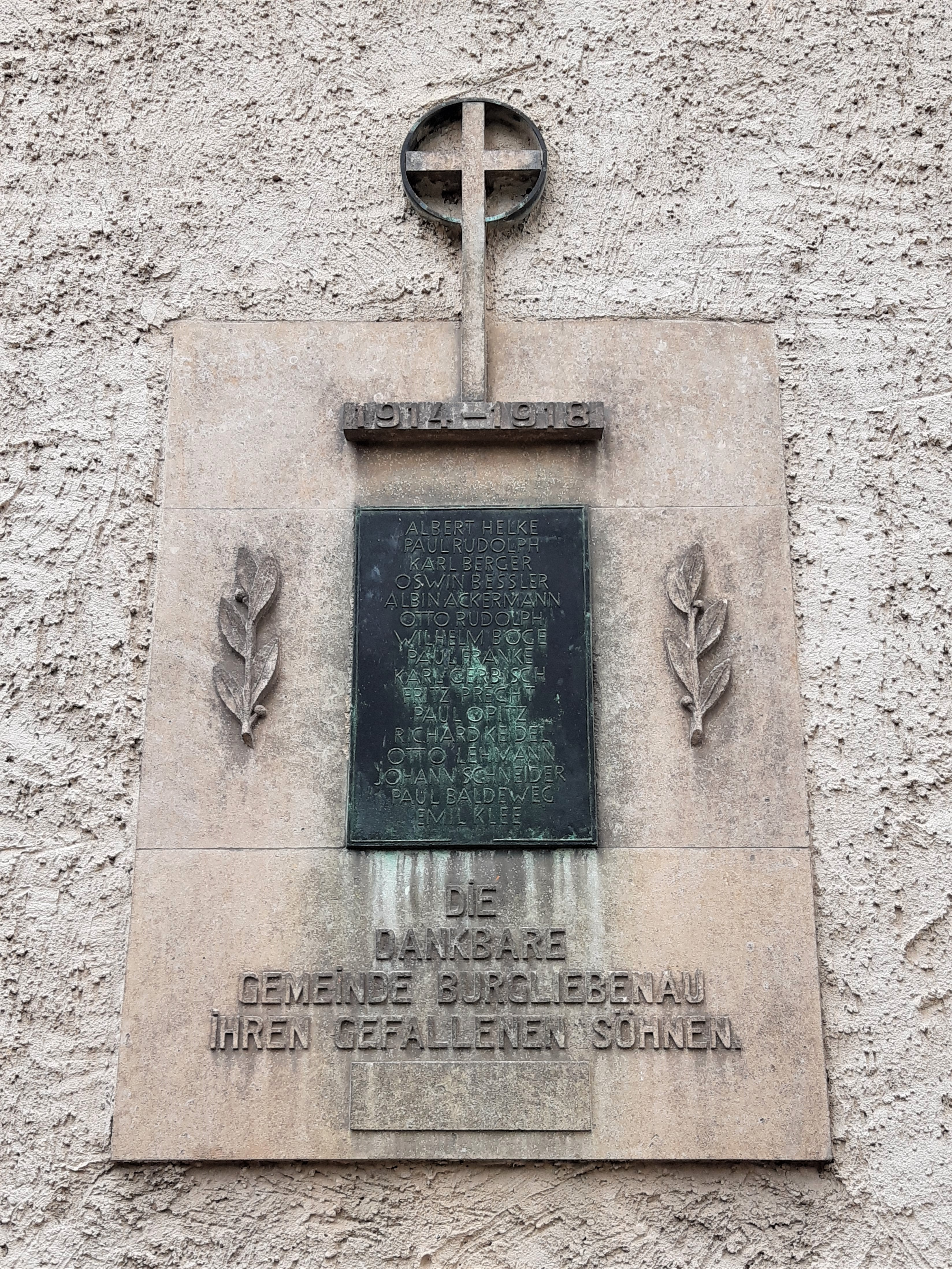
Tafel für die Gefallenen des Ersten Weltkrieges, 2020

Der die Kirche umgebende Kirchhof wird heute noch als Friedhof genutzt. An der Südfassade der Kirche neben dem Eingangsportal ist eine anspruchsvolle Steintafel mit den Namen der im Ersten Weltkrieg gefallenen Burgliebenauern angebracht; des Weiteren im Friedhofsbereich eine Gedenktafel für die Gefallenen des Zweiten Weltkriegs und eine Grabstätte für vier ums Leben gekommene Zwangsarbeiter aus der Sowjetunion und Polen.